# Zeuxidam d'Esparta
Zeuxidam o Zeuxidames (en llatí Zeuxidamus o Zeuxidames, en grec antic Ζευξίδαμος) fou rei d'Esparta, el desè de la línia dels europòntides.
Era net de Teopomp, i va ser el pare d'Anaxídam que el va succeir. Hauria regnat entre els anys 645 aC i 625 aC, segons diu Pausànias a la Descripció de Grècia.